# Angelo Lorenzetti
Angelo Lorenzetti (Fano, 11 maggio 1964) è un allenatore di pallavolo italiano, tecnico della Sir Safety Perugia.

## Carriera
Angelo Lorenzetti inizia la propria carriera allenando le giovanili e la prima squadra della Virtus Fano, esordendo in Serie A2 nel campionato 1991-92. Al termine della stagione, conclusa con la retrocessione della squadra marchigiana, il tecnico viene scelto per allenare le giovanili della Nazionale italiana (Under-17 e Under-20). Si dimette nel 1999 e nello stesso anno ritorna a Fano per la stagione 1999-00, vincendo la Coppa Italia di Serie A2.
Fa il suo esordio nel massimo campionato nel 2000 alla guida del Sempre Padova, per poi passare l'anno successivo alla Daytona, con cui vince immediatamente lo scudetto. Nell'annata 2002-03 la formazione emiliana raccoglie due secondi posti, in campionato (finale persa contro il Treviso) e in Champions League (finale persa contro i russi della Lokomotiv-Belogor'e). Viene esonerato all'inizio del 2004 e torna ad allenare la Nazionale Under-20 fino al 2005.
Nel corso della stagione 2006-07 sostituisce l'esonerato Massimo Dagioni alla guida della BluVolley Verona, che conclude il campionato all'ultimo posto; viene quindi ingaggiato dal Piacenza, squadra con la quale conquista lo scudetto contro la Trentino al termine della stagione 2008-09 e la Supercoppa italiana nel corso di quella successiva; a gennaio del 2012 si interrompe il rapporto fra l'allenatore e la formazione piacentina.
Dall'inizio del campionato 2012-13 siede sulla panchina del Modena, che porta alla conquista di due Coppe Italia consecutive (2014-15 e 2015-16), una Supercoppa italiana e uno scudetto.
Il 4 luglio 2016 viene annunciato come nuovo primo allenatore per la stagione successiva della Trentino, dove sostituisce Radostin Stojčev. Nonostante una squadra praticamente immutata dall'anno precedente e gli importanti rinforzi delle dirette avversarie, Lorenzetti conduce Trento al secondo posto in regular season e a tre finali su tre competizioni disputate. In campionato e in Coppa Italia viene battuto dalla Lube, mentre in Coppa CEV perde clamorosamente contro il Tours al golden set, dopo aver vinto per 3-0 la gara d'andata tra le mura amiche.
Alla guida della formazione trentina, si aggiudica, nella  stagione 2018-19, il Campionato mondiale per club e la Coppa CEV, nell'annata 2021-22, la Supercoppa italiana e, nella stagione 2022-23, lo scudetto.
Nella stagione 2023-24 passa alla Sir Safety Perugia, con la quale vince la Supercoppa italiana, il Campionato mondiale per club, la Coppa Italia e lo scudetto.

## Palmarès

### Club
- Campionato italiano: 5

2001-02, 2008-09, 2015-16, 2022-23, 2023-24
- Coppa Italia: 3

2014-15, 2015-16, 2023-24
- Supercoppa italiana: 5

2009, 2015, 2021, 2023, 2024
- Coppa Italia di Serie A2: 1

1999-00
- Campionato mondiale per club: 2

2018, 2023
- Champions League: 1

2024-25
- Coppa CEV: 1

2018-19

### Premi individuali
- 2008 - Serie A1: Miglior allenatore
- 2009 - Serie A1: Miglior allenatore
- 2016 - Superlega: Miglior allenatore
- 2017 - Superlega: Miglior allenatore